# ELISPOT
El ELISpot (acrónimo del inglés Enzyme-Linked ImmunoSpot Assay: ‘ensayo por inmunoadsorción ligado a enzimas de puntos’) es un método común utilizado para monitorizar la respuesta inmune de seres humanos y animales. Fue desarrollado por Cecil Czerkinsky en 1983.
Los ensayos ELISPOT se encuentran basados, y fueron desarrollados a partir de una versión modificada de los ELISA. En concreto el primer ELISPOT fue desarrollado para enumerar células B secretoras de anticuerpos específicos, y luego fue subsecuentemente adaptada para varias finalidades, especialmente para la identificación y enumeración de células productoras de citoquinas. Bajo las condiciones correctas un ensayo de tipo ELISPOT permite la individualización de cada una de las células secretoras o activadas, sobre la base de la visualización de su producto secretorio. Por lo tanto los ensayos ELISPOT proveen tanto información cualitativa (tipo de proteína secretoria) como cuantitativa (número de células reactivas).
Debido a la exquisita sensibilidad de los ensayos ELISPOT, se ha convertido en una práctica relativamente sencilla para la caracterización de poblaciones celulares de baja frecuencia (por ejemplo las responsables de una respuesta contra un antígeno específico), algo que hace unos años era prácticamente imposible. Esta excepcional sensibilidad es en parte debida a que el producto secretorio es rápidamente capturado en torno a la célula, antes de que se diluya en el sobrenadante, antes de que sea capturado por células adyacentes, o que sea degradado. Esto hace a los ensayos ELISPOT mucho más sensibles que los convencionales ELISA. Los límites de detección para estos ensayos se encuentran en el orden de 1:100.000-1:1.000.000 moléculas, esto permite automatizar gran parte del proceso lo que a su vez permite un mayor nivel de precisión que el que puede ser alcanzado por medio de técnicas manuales.

## Procedimiento
Como ya se ha comentado más arriba, los ensayos ELISPOT emplean una técnica muy similar a los ensayos ELISA. El material de trabajo consiste en una placa que contiene un arreglo o matriz de micropocillos de PVDF fluoruro de polivinilideno recubiertos en el fondo por una capa de anticuerpos de captura ya sean policlonales o monoclonales (estos últimos suelen ser los preferidos por su mayor especificidad), elegidos de acuerdo a su afinidad por el analito de interés. Luego se cubre la placa con un suero proteico que no debe ser reactivo frente a ninguno de los anticuerpos del ensayo, y luego de esto las células de interés son sembradas en los pocillos a diferentes densidades junto con el antígeno o mitógeno, y luego incubadas a 37 °C en atmósfera de dióxido de carbono por un período determinado de tiempo. Algunos antígenos, como las proteínas,  requieren ser previamente procesados por células presentadoras de antígeno para ser presentados a la células T.

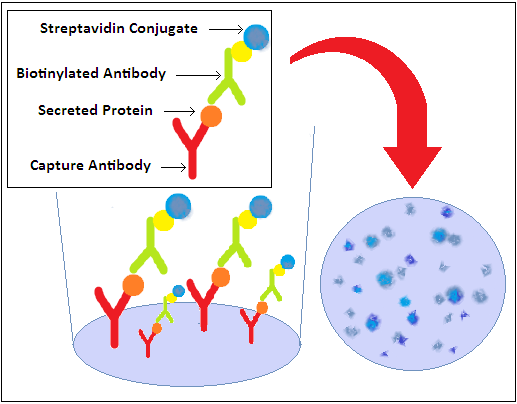

El producto celular de interés es capturado localmente, en las proximidades de la célula productora, por los anticuerpos unidos a la membrana de PVDF. Luego de lavar la placa para remover las células, detritos y medio de cultivo; se añaden anticuerpos policlonales marcados con biotina específicos para el analito de interés. Estos anticuerpos se unen a distintos epítopes de la sustancia de interés que el anticuerpo de captura, por lo que son utilizados para detectar a la sustancia capturada. A continuación se lava nuevamente la placa para remover todo el anticuerpo marcado que no se haya unido y finalmente se añade un conjugado de avidina - HRP y el sustrato de reacción, usualmente BCIP o cloruro de nitroblue tetrazolium (NBT). La avidina se une con altísima afinidad a la biotina de los anticuerpos marcadores y la enzima unida a la avidina reacciona con peróxido de hidrógeno provocando la precipitación del sustrato coloreado. El producto final, usualmente un punto de color negro azulado, marca el lugar donde se encontraba una célula productora. Los puntos pueden ser contados manualmente utilizando un microscopio, o por medio de un lector automatizado que captura imágenes de los micropocillos y las analiza para determinar el número y tamaño de los puntos formados.

## Ensayo FluoroSpot
Un ensayo FluoroSpot es una modificación de los ensayos ELISPOT y está basado en el uso de múltiples anticuerpos marcados con diferentes fluorescentes, lo que hace posible identificar células que secretan simultáneamente dos (o más) productos en el mismo ensayo.